# Mahajana Eksath Peramuna
Mahajana Eksath Peramuna (MEP, singhalesisch මහජන එක්සත් පෙරමුණ, Tamil மகாஜன எக்சத் பெரமுன, englisch People’s United Front, „Vereinigte Volksfront“) ist eine kleine politische Partei in Sri Lanka. 

## Parteigeschichte
Die Partei wurde 1959 durch Philip Gunawardena und William De Silva gegründet. Beide waren marxistisch-trotzkistische Aktivisten, die im damaligen Ceylon ein politisches Vehikel zur Umsetzung ihrer Ideen suchten. Der Parteiname war identisch zu der linksgerichteten Parteienkoalition unter Führung der Sri Lanka Freedom Party (SLFP), die die Parlamentswahl 1956 gewonnen hatte. Bei der Parlamentswahl im März 1960 gewann die MEP zehn Sitze im 151 Abgeordnete zählenden Parlament Ceylons, verlor jedoch sieben davon wieder bei der kurze Zeit später im Juli 1960 erfolgten Wahl. 1963 schloss die Partei mit der Lanka Sama Samaja Party (LSSP) und der Communist Party of Ceylon ein Wahlbündnis, das bei der Parlamentswahl 1965 jedoch nicht den erhofften Erfolg erzielte. Nach der Wahl beteiligte sich die MEP an einer Koalition unter Führung der United National Party (UNP) und Premierminister Dudley Senanayake. Nach dem Tod des Parteivorsitzenden Philip Gunawardenas 1972 übernahm Dinesh Gunawardena, dessen Sohn, den Parteivorsitz. Bei den Wahlen 1970 und 1977 konnte die MEP kein Mandat mehr gewinnen.
Unter dem neu eingeführten Verhältniswahlrecht gewann die Partei bei der Wahl 1989 drei Mandate.
Bei den Wahlen 2004, 2010 und 2015 gehörte die MEP dem unter der Führung der SLFP stehenden Wahlbündnis United People’s Freedom Alliance an.